# البرمجة اللغوية العصبية في العمل (كتاب)
البرمجة اللغوية العصبية في العمل : الاختلاف الذي يحدث فارقاً في مجال العمل (بالإنجليزية:  Nlp At Work: The Difference That Makes A Difference In Business)‏ كتاب من تأليف سو نايت في مجال برمجة لغوية عصبية، الكتاب سهل القراءة، مليء بالفكر، والقصص والأمثلة اليومية في تطبيق البرمجة اللغوية العصبية في العمل وبذل الجهد للوصول إلى مفهوم عملي وترجمته بالكامل إلى العالم اليومية، وتأثير الاتصال، والتفاوض، والتدريب، والعمل الجماعي... وقائمة لانهائية لأفكار تراود عقلنا اللاواعي ويتبع كل هذا من قبل في السبل التي يمكننا استخدام هذه المفاهيم في بناء العلاقات، الاتصال، حل النزاعات، والتفاوض. ويدعم كل هذا بالتحرض الفكري والتمارين لتنمية الخاصة، رشح الكتاب كواحد من الأكثر الكتب مبيعًا في الولايات المتحدة في عام 2000.

## اقتباسات
| البرمجة اللغوية العصبية في العمل (كتاب) | عندما كتبت الطبعة الاولى من " البرمجة اللغوية العصبية " منذ خمس سنوات، لم تكن هذه التقنية قد سمع بها أحد في عالم الاعمال، وكان هدفي من الكتاب هو جعل البرمجة اللغوية العصبية متاحة لكل العاملين وخاصة لمن يؤمنون بأن داخل كل شخص "قائد" وكنت مؤمنة حيئذ –ولازلت- بأنه يمكننا أن نحسن طرق تواصل الناس بعضهم ببعض، بالإضافة إلى طرق العمل | البرمجة اللغوية العصبية في العمل (كتاب) |

## روابط خارجية
- NLP At Work : The Difference That Makes the Difference in Business (باللغة الإنجليزية)